# 郑州黄河风景名胜区
郑州黄河风景名胜区是位于河南省郑州市惠济区古荥镇（郑州中心城区西北方向）的标志性旅游景点。它北临黄河，南靠岳山，东西南北宽约5公里。风景区起初是荒芜的邙山，时任中共中央主席毛泽东于1952年视察黄河，并指示要把黄河的事情办好，此后这里先后建设了小型储水站、邙山提灌站和黄河提水站，继而被辟为“郑州市黄河游览区 ”，进行大规模植树造林，绿化荒山4000余亩，兴建亭台楼阁、塑像碑林、游乐设施，经过将近20年的建设，该景区最终被列入中国国家级风景名胜区和中国国家4A级旅游景区。

## 历史
1952年10月31日上午，毛泽东登小顶山观黄河东流，指示“要把黄河的事情办好”，并留下了一张远眺郑州黄河大桥的照片。1985年，郑州市一家单位保存的一尊毛泽东站像被安置在他曾经视察黄河时拍照的位置。为真实再现毛泽东视察黄河的场面，郑州市政府于2004年拨专款特铸了一尊高3.8米、重4吨的的坐姿铜像，原来的站像被替换。
为解决郑州的缺水问题，1970年7月1日，郑州开始动工建设邙山提灌站，耗工10万人，于1972年10月1日竣工。1974年前后，时任邙山提灌站党支部书记的王仁民提出在此建设景区的想法，后来在专家的指导下建设了黄河母亲哺育像。1981年3月，郑州市政府正式将黄河提水站改名为郑州市黄河游览区，至1985年风景区年接待游客达上百万人次。1988年被河南省列入第一批省级风景名胜区。在1990年代前后景区游客人数出现下滑，但随着景区配套设施的不断完善，从2001年开始游客数量又不断回升。2002年黄河游览区被中国国家旅游局评为国家4A级旅游景区，同年10月更名为郑州黄河风景名胜区。2005年被中国国土资源部列为国家地质公园。2011年7月被评为国土资源科普基地。

## 主要景区

### 炎黄雕塑
中华炎黄二帝巨型塑像，是世界最高的雕塑之一，从1987年起经郑州市民倡议，后通过海内外各界人士反复论证，五易其稿，历经20年，于2007年4月18日落成。塑像占地2816平方米，像整体高106米，其中，山高55米，像高51米，雕塑中高者为炎帝，矮者为黄帝，所使用的材料均是太行山真石。
炎黄鼎，整高6.6米，重近20吨，设计者为中国青铜器专家、原上海博物馆馆长马承源。炎黄鼎的造型既继承了西周青铜文化的传统，又具有现代青铜器的特色。鼎座四壁铸有“炎黄鼎”三个金文和江泽民、邓小平、陈云的题字。鼎身饰有十二座高山，十二条河川，象征五千年中华文明山高水长，十二只飞凤翱翔在山川云天之间，显示中国一派吉庆祥和景象。口沿下三对飞龙在天，意为今日之中华正在奋力腾飞。鼎座上的五十六条夔龙则象征中国五十六个民族的团结。 

### 五龙峰、骆驼岭
五龙峰景区是黄河风景名胜区的中心景区。三面环山，五峰攒簇，景区内包含著名的黄河母亲像，像高5米，重30吨，用汉白玉雕塑而成，通体呈乳白色，此塑像命名“哺育”象征着黄河哺育了中华民族。
骆驼岭景区位于五龙峰景区西1.5公里处，因山体形似骆驼而得名。位于骆驼岭主峰之上的大禹塑像高10米，重150吨，为钢筋混凝土铸塑，于1984年5月建成。塑像坐西朝东，面向黄河及东部平原。像座由粗麻石砌成，正中嵌有一碑，镌刻“美哉禹功，名德远矣”八个大字。

### 岳山寺
岳山寺景区是俯瞰黄河的最佳地点，1952年，毛泽东视察黄河即在岳山寺小顶山。在岳山的顶峰上建有高达36米的三层塔式建筑浮天阁。在岳山的峭崖间，有一座长40米，高35米的卧虹桥。岳山寺的下面是横跨黄河南北的铁路大桥。为纪念中国国民党三十八军抗日阵亡将士，郑州市于1990年10月在此修建“报国亭”。关于岳山寺明末清初的诗人沈荃在《游岳山寺》诗中赞道：
|  | 古刹山河里，秋光处处寻。云鸣团野色，石磴逼梵音。 日映昙花影，风吹贝叶林。大雄演法外，晚树带归禽。 |

### 黄河第一铁路桥

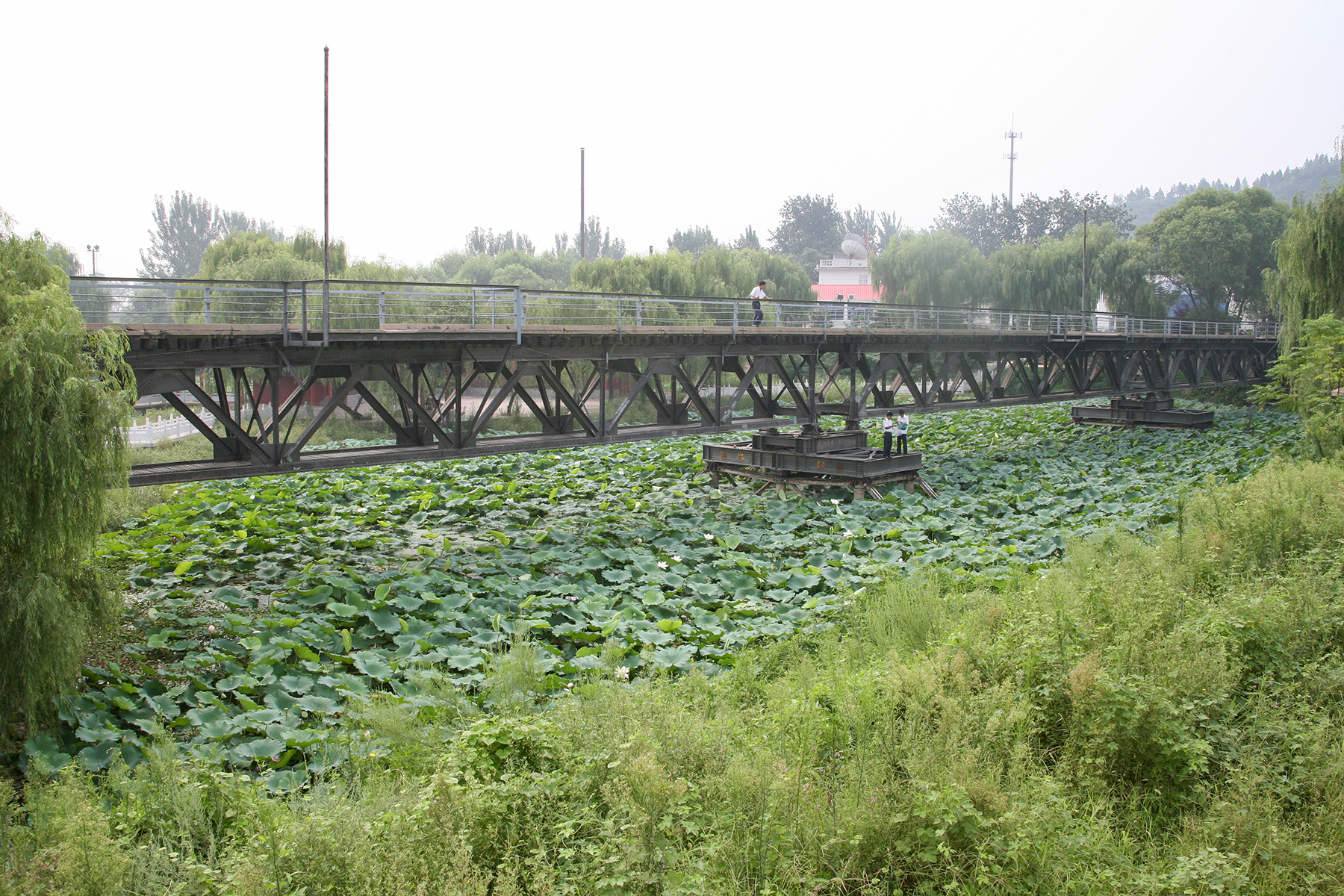
平汉铁路郑州黄河桥

平汉铁路郑州黄河桥，第一座跨越黄河的铁路桥梁。

## 交通
| 郑焦城际铁路 黄河景区站 郑州公交 \| 黄河风景名胜区 \| 黄河风景名胜区 \| 黄河风景名胜区 \| 黄河风景名胜区 \| 黄河风景名胜区 \| \| 编号 \| 路线 \| 路线 \| 路线 \| 备注 \| \| -------------- \| -------------- \| -------------- \| -------------- \| -------------- \| \| 18 \| 文化路北三环 \| ⇆ \| 黄河风景名胜区 \| \| \| 游1 \| 已停办 \| 已停办 \| 已停办 \| 已停办 \| \| 游16 \| 黄河文化公园 \| ⇆ \| 火车站北港湾 \| \| |              |        |                |        |
| 黄河风景名胜区 |              |        |                |        |
| 编号 | 路线         | 路线   | 路线           | 备注   |
| 18 | 文化路北三环 | ⇆      | 黄河风景名胜区 |        |
| 游1 | 已停办       | 已停办 | 已停办         | 已停办 |
| 游16 | 黄河文化公园 | ⇆      | 火车站北港湾   |        |